# William Landay
William Scott Landay (Boston, 1963. július 23. –) amerikai regényíró, volt ügyvéd.

## Tanulmányai
Landy a bostoni Roxbury Latin Schoolban, a Yale Egyetemen és a Boston College Law Schoolban szerzett diplomát.

## Pályafutása
Mielőtt író lett volna, Landay hét évig helyettes kerületi ügyészként szolgált a Massachusetts állambeli Middlesex megyében.
Első regényét, a Mission Flatst a Brit Krimiírók Szövetsége 2003-ban a legjobb debütáló krimiként díjazta a John Creasey Dagger-rel (mostani nevén: New Blood Dagger, korábban: The John Creasey Memorial Award).
Második regénye, a The Strangler bekerült a Strand Magazine Critics Awardjára (Kritikusok Díja) mint 2007 legjobb krimije.
Landy harmadik regénye, a Defending Jacob 2012 januárjában jelent meg. A kritikusok jól fogadták, és azonnal a New York Times bestsellerévé vált. Elnyerte a Strand Magazine Critics Award díját 2012 legjobb rejtélyes regényéért, és több más díjra is jelölték, köztük a Barry-díjra és a Hammett-díjra, mindkettő a legjobb krimiért; a legjobb thrillernek járó International Thriller Writers Award; a Harper Lee-díj jogi fikcióért; valamint a Goodreads Choice Award a legjobb rejtélynek/thrillernek és a legjobb szerzőnek egyaránt.

## Magyarul megjelent
- Jacob védelmében (Defending Jacob) – Könyvmolyképző, Szeged, 2013 · ISBN 9789633733592 · Fordította: Molnár Edit (Arany pöttyös könyvek sorozat)

## Magánélete
Feleségével és két fiával Bostonban él.

## Fordítás
- Ez a szócikk részben vagy egészben  a   William Landay című angol Wikipédia-szócikk fordításán alapul.  Az eredeti cikk szerkesztőit annak laptörténete sorolja fel. Ez a jelzés csupán a megfogalmazás eredetét és a szerzői jogokat jelzi, nem szolgál a cikkben szereplő információk forrásmegjelöléseként.